# Stig Käll

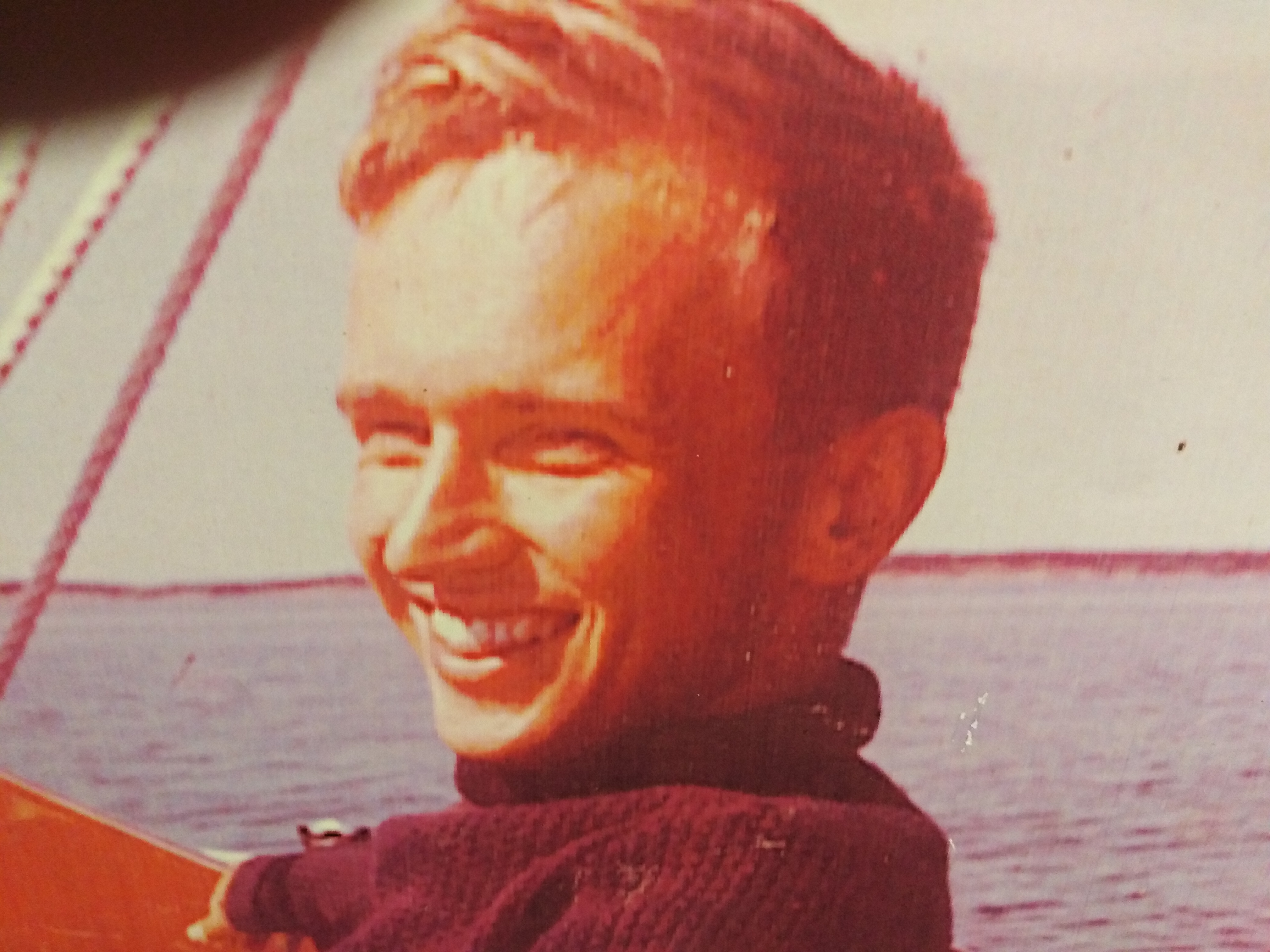

Stig Lennart Käll, född 31 augusti 1938 i Stockholm, är en svensk seglare. Han tävlade för Vikingarna SS.
Käll tävlade för Sverige vid olympiska sommarspelen 1964 i Tokyo, där han tillsammans med sin bror Lars Käll slutade på 18:e plats i Flying Dutchman-klassen. Bröderna blev desto mer uppmärksammade för att ha plockat upp den australiske konkurrenten John Dawe ur vattnet och fört honom till Ian Winter vars båt hade kapsejsat ett par hundra meter bort. För deras gärning tilldelades de ett nyskapat Fair Play-pris.
Käll var även med i Peter Norlins besättning på Scampi då de vann Half-ton Cup i Sandhamn 1969.